# Дом (ТВ филм)
„Дом ” је југословенски кратки ТВ филм из 1972. године. Режирао га је Срђан Карановић који је написао и сценарио.